# Crosskeys
Crosskeys (walisisch: Pont-y-cymer, daran anlehnend historisch auch im Englischen Pontycymer) ist ein Dorf in den South Wales Valleys an der Mündung des Sirhowy Rivers in den Ebbw River im Caerphilly County Borough. Zusammen mit dem nördlicher gelegenen Dorfes Pontywaun bildet es eine eigene Community unter dem Namen Crosskeys, die 2011 beim Zensus 3.265 Einwohner hatte. Mitunter werden die beiden Dörfer zur benachbarten Stadt Risca gezählt.

## Geographie
Die Community Crosskeys liegt in den South Wales Valleys in Südwales im Ebbw Valley an der Mündung des aus westlicher Richtung kommenden Sirhowy Rivers in den aus Norden kommenden Ebbw River. Das Dorf Crosskeys befindet sich am nördlichen Ufer der Mündung. Daneben umfasst die Community noch das nördlich des Dorfes Crosskeys liegende Dorf Pontywaun am Ebbw River, ein Industriegebiet südlich und westlich des Zusammenflusses sowie Teile des Umlandes. Darunter fällt das Waldgebiet Coed Waun-fawr am Nordhang des Mynydd Machen südlich von Crosskeys, das Waldgebiet Craig Carnau am Osthang des Mynydd y Lan westlich von Pontywaun und den über 380 Meter hohen Medart östlich von Pontywaun, mitsamt der Forste Coed Medart und Coed Mam-gu. Trotz dieser hohen Berge befindet sich Crosskeys selbst gerade mal auf 50 bis 60 Metern Höhe über Meeresspiegel. Daneben befinden sich auf dem Gebiet der Community auch wenige Einzelsiedlungen. Die größte Siedlung neben den beiden Dörfern ist der kleine Weiler Glenside unmittelbar südlich des Zusammenflusses der beiden Flüsse.
Verwaltungsgeographisch gesehen ist die Community Teil der Principal Area Caerphilly County Borough. An fast allen Grenzen liegt auch eine weitere Community der Principal Area, nur im Nordosten grenzt sie an die bereits zu Torfaen gehörende Community Hennlys. Zu den weiteren Nachbarcommunities gehören Abercarn im Norden und Risca West im Osten. Die beiden Dörfer Crosskeys und Pontywaun werden mitunter auch als Stadtteile von Risca betrachtet, unter anderem im Zensus 2011. Wahlkreisgeographisch gehört Crosskeys jedenfalls zum britischen Wahlkreis Islwyn beziehungsweise zu dessen walisischem Pendant.

## Geschichte
Crosskeys’ Geschichte ist eng mit dem Kohlefeld der South Wales Valleys verbunden. In der Gegend um den Ort, der historisch Pontycymer hieß und seinen heutigen Namen von einem dort eröffneten Gasthof namens Crosskeys Inn hat, sind bereits für die 1670er Bergbauunternehmungen verbürgt. Erst aber mit zunehmender Industrialisierung im 19. Jahrhundert florierte dieser Wirtschaftszweig, verschiedene Minen entstanden um das Dorf. Wichtigster Arbeitgeber war die Blackvein Colliery (auch North Risca Colliery) bzw. deren Vorläufer. Infolgedessen siedelten sich auch weitere Wirtschaftsbetriebe in der Gegend an, in Crosskeys existierte so unter anderem auch ein Steinbruch. Mit dieser Mine blühte auch Crosskeys auf. Es entstanden unter anderem Schulen und Kapellen, auch der Cross Keys RFC hat in dieser Zeit seine Wurzeln. In den 1910ern kam noch ein Miners Institute hinzu, dessen Bibliothek zur damaligen Zeit regional eine führende Rolle einnahm. Im Jahr 1921 endete der Betrieb in der Black Vein Colliery, die endgültige Abtragung der Anlagen und Zuschüttung der Schächte wurde aber erst 1968 durchgeführt. Der ehemalige Standort der Mine wurde ein Industriegebiet, das heute noch existiert.

## Infrastruktur
Neben den Wäldern und einigen Spielplätzen hat die Community mit dem Waunfawr Park eine eigene, große Parkanlagen. Crosskeys hat zudem mit der Trinity Church eine eigene Kapelle, eine weitere Kirche namens St Catherine’s wurde in den 2010ern säkularisiert. Zudem hat die Community mit der Waunfawr Primary School auch eine eigene Primary School, ferner gibt es auch eine höhere Schule namens Crosskeys Campus. Crosskeys ist ferner Heimat des Rugby-Union-Clubs Cross Keys RFC, der seine Heimspiele im Pandy Park am westlichen Siedlungsrand austrägt.

## Verkehr
Verkehrshistorisch relevant ist der am Ost- bzw. Nordrand des Ebbw Valleys entlanglaufende Monmouthshire and Brecon Canal. Crosskeys hat einen eigenen Haltepunkt an der Ebbw Valley Line. Früher war Crosskeys auch ein Haltepunkt an der Hall’s Tramroad, die später von der Great Western Railway übernommen wurde. Daneben verlaufen entlang der beiden Flusstäler mehrere wichtige Straßen, zu nennen ist hierbei insbesondere die A467 road im Ebbw Valleys. Ferner ist das Dorf ans überregionale Busnetz angebunden, es bestehen unter anderem Verbindungen bis nach Newport, Pontypool, Blackwood und Tredegar.

## Bauwerke
65 Bauwerke auf dem Gebiet der Community haben als Grade II buildings einen Eintrag auf der Statutory List of Buildings of Special Architectural or Historic Interest. Dazu zählen unter anderem die Trinity Church, zwei Brücken über den Monmouthshire and Brecon Canal sowie große Teile einer Siedlung im Nordosten von Pontywaun.

## Söhne und Töchter
- Vernon Hartshorn (1872–1931), Gewerkschaftsfunktionär und Politiker
- Sam Harrison (* 1992), Radrennfahrer